# ازدواج تانو و مانو: بازگشت
ازدواج تانو و مانو: بازگشت (به هندی: Tanu Weds Manu: Returns) فیلمی محصول سال ۲۰۱۵ و به کارگردانی آناند ال. رای است. در این فیلم بازیگرانی همچون رانگاناتان مدهوان، کانگانا رانوت، جیمی شرگیل، سوارا بهاسکار، دیپاک دوبریال، اعجاز خان، محمد زیشان ایوب، راجندرا گوپتا ایفای نقش کرده‌اند.
این فیلم دنباله فیلم ازدواج تانو و مانو می‌باشد.